# Parque Alberto Romo Chávez
El Estadio Alberto Romo Chávez es la sede del equipo de béisbol Rieleros de Aguascalientes que participa en la Liga Mexicana de Béisbol, ubicado en la ciudad de Aguascalientes, Aguascalientes, México.

## Biografía
El estadio fue nombrado en honor a Alberto Romo Chávez, lanzador con el segundo mejor récord de efectividad en una temporada con 0.78, conseguida en la temporada 1937 con el Agrario de México en la Liga Mexicana de Béisbol.
Dicho inmueble es propiedad del Gobierno del Estado de Aguascalientes.
En diciembre de 2023 se anunció la remodelación del inmueble donde el cambio más drástico sería el cambio del tipo de superficie del campo, pasando de cespéd natural a sintético avalado por la LMB 